# Jerzy Małek
Jerzy Małek (ur. 27 listopada 1978 w Elblągu) – polski trębacz, kompozytor, producent i wykładowca uniwersytecki w Akademii Muzycznej im. Stanisława Moniuszki w Gdańsku.

## Życiorys[3]

### Edukacja
Naukę gry na trąbce rozpoczął w wieku 13 lat, przyłączył się wtedy do lokalnego zespołu orkiestry dętej. W Elblągu przeszedł gruntowną edukację muzyczną. Kontynuował studia na Wydziale Jazzowym i Muzyki Współczesnej Akademii Muzycznej im. Karola Szymanowskiego w Katowicach, którą ukończył wyróżnieniem. W 2014 roku w Akademii Muzycznej im. Stanisława Moniuszki w Gdańsku otrzymał stopień doktora sztuk muzycznych w dyscyplinie artystycznej instrumentalistyka broniąc pracy doktorskiej o tytule: Oblicze współczesnej trąbki jazzowej w kontekście autorskiej twórczości Jerzego Małka. Jest pedagogiem na ww. akademii oraz na Uniwersytecie Muzycznym Fryderyka Chopina w Warszawie na kierunku jazzu i muzyki estradowej.

### Dorobek artystyczny
Jerzy Małek wydał do tej pory osiem albumów, są to po kolei: By Five (2000), Gift (2002), Spirit of the Time (2005), Bob Bit (2006), Air (2011), Stalgia (2014), Forevelle (2017), Black Sheep (2019).
Był również autorem muzyki do teatru oraz kina: napisał m.in. muzykę do etiudy Powroty (2014) w reżyserii Arkadiusza Bartosiaka, (wraz z Markiem Dyjakiem) do filmu dokumentalnego Ziemia Bezdomnych (2017) w reżyserii Marcina Janosa Krawczyka. W 2013 roku w Kinie Iluzjon w Warszawie wykonał wraz z zespołem (Marcin Wasilewski, Krzysztof Pacan, Tomasz Waldowski, Ida Zalewska) ilustrację muzyczną (na żywo) do pokazu polsko-austriackiego filmu niemego pt. Huragan (1928) w ramach 150. rocznicy Powstania Styczniowego. Jerzy Małek grał podczas spektakli i koncertów w takich teatrach, jak np.: Och Teatr w Warszawie, Teatr Muzyczny w Toruniu, Teatr Variete w Krakowie.

### Współpraca z innymi muzykami
Jerzy Małek współpracował z wieloma polskimi muzykami jazzowymi, są to m.in.: Marek Dyjak, Marcin Wasilewski, Michał Urbaniak, Wojciech Karolak, Tomasz Szukalski, Zbigniew Namysłowski, Leszek Możdżer, Krzysztof Pacan, Tomasz Waldowski, Michał Miśkiewicz, Maciej Sikała, Piotr Wyleżoł, Krzysztof Dziedzic, Michał Barański, Jan Smoczyński, Maria Schneider, Andrzej Święs. Współpracował również z muzykami zagranicznymi, wśród których są np.: Arild Andersen,Gary Bartz, Billy Harper, Steve Logan, Dan Tepfer, Eric Allen, Ziw Rawitz, Hans van Oosterhout, Lucas Pino, Troy Miller, Ed Cherry, Al Mcdowell, Femi Temowo, Mircea Tiberian, Andy Middleton. Współpracował również z orkiestrą Sinfonia Varsovia przy nagrywaniu albumu Brass – Sinfonia Varsovia.

#### Zespoły i projekty
Jerzy Małek założył m.in. zespoły:Jerzy Malek Quartet, Jerzy Małek Quintet, Jerzy Małek Group - pod tymi nazwami funkcjonuje wiele różnych składów koncertowych utworzonych przez Jerzego Małka jako ich lidera.

## Nagrody i nominacje
Jerzy Małek jest laureatem nagród jako solista i kompozytor:
- 1998 – Konkursu Muzycznego Jazz and Blues w Gdyni,
- 1999 – Klucz do kariery podczas Pomorskiej Jesieni Jazzowej w Gorzowie Wlkp.,
- 1999 – Grand Prix Jazz Juniors (jako lider i najlepszy solista) w Krakowie[26],
- 2000 – Laureat Międzynarodowego Konkursu Jazzowego Katowice.
- 2014 – Jazz Top Magazynu Jazz Forum – Laureat w kategorii Trąbka[27]

W 2012 roku Jerzy Małek dwukrotnie nominowany do nagrody muzycznej Polskiej Akademii Fonograficznej „Fryderyk” w kategoriach: Jazzowy Muzyk Roku i Jazzowy Kompozytor/Aranżer Roku.

## Galeria

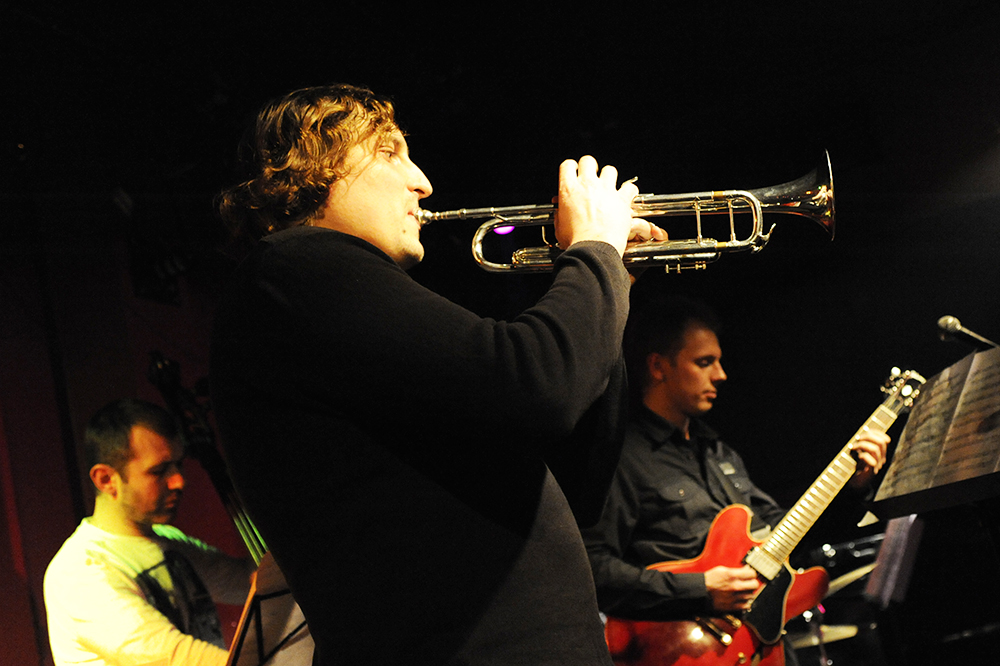
Klub Tygmont, Warszawa, styczeń 2010.
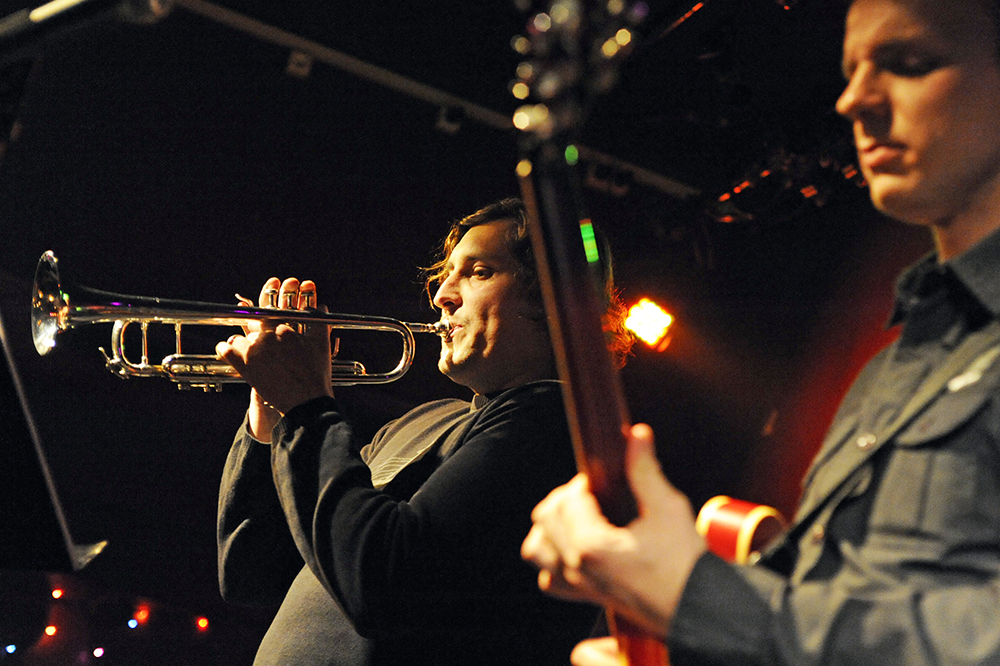
Tygmont, styczeń 2010 r. Na pierwszym planie Rafał Sarnecki - g.
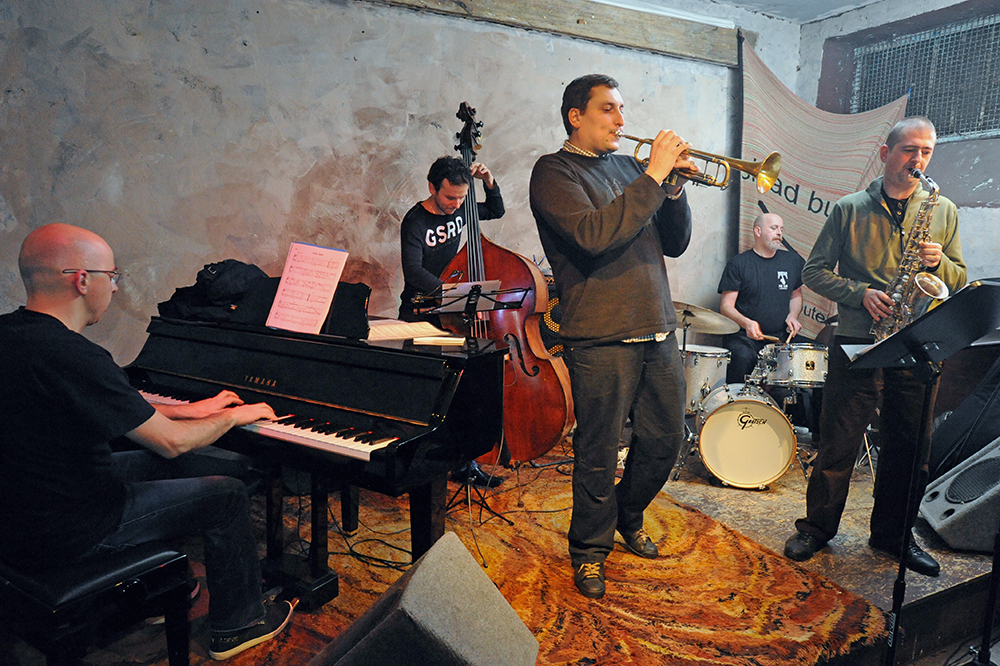
Jerzy Małek Group w klubie muzycznym Skład butelek w Warszawie, grudzień 2010.
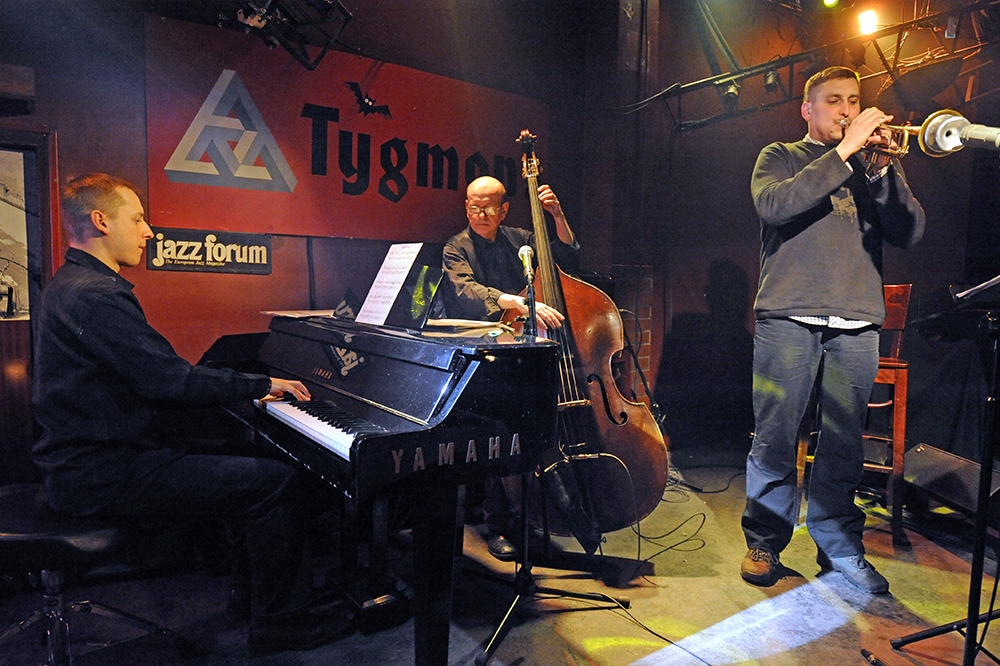
Jerzy Małek Quartet na scenie klubu jazzowego Tygmont w Warszawie, grudzień 2010.

## Dyskografia
| Tytuł              | Rok wydania | Wytwórnia              | Wykonawcy                                                                                               |
| ------------------ | ----------- | ---------------------- | --- |
| By Five            | 2000        | Jazz Forum Records     | Jerzy Małek, Tomasz Grzegorski, Michał Tokaj, Romuald Twarożek, Sebastian Frankiewicz, Marek Romanowski |
| Gift               | 2002        | Not Two Records        | Jerzy Małek, Radek Nowicki, Jan Smoczyński, Maciej Adamczak, Sebastian Frankiewicz, Marcin Ślusarczyk   |
| Spirit of the time | 2005        | JM Records             | ? |
| Bop Beat           | 2006        | Fonografika            | – |
| Air                | 2007        | Universal Music Polska | Jerzy Małek, Marcin Wasilewski, Michał Barański, Michał Miśkiewicz                                      |
| Culmination        | 2009        | –                      | – |
| Stalgia            | 2014        | Kayax                  | Jerzy Małek, Stephen Riley, Piotr Wyleżoł, Michał Barański, Eric Allen                                  |
| Forevelle          | 2017        | Warner Music Poland    | Jerzy Małek, Krzysztof Łochowicz, Dominik Kisiel, Andrzej Święs, Sławek Koryzno, Maciej Kądziela        |

| Tytuł | Rok Wydania | Wytwórnia           | Wykonawcy                                                         |
| ----- | ----------- | ------------------- | ----------------------------------------------------------------- |
| BRASS | 2017        | Warner Music Poland | Sinfonia Varsovia, Jerzy Małek, Wayne Bergeron, Jacek Namysłowski |